# Patinatge de velocitat als Jocs Olímpics d'hivern de 2010 - Persecució per equips femenina
Als Jocs Olímpics d'Hivern de 2010 celebrats a la ciutat de Vancouver (Canadà) es disputà una prova de patinatge de velocitat sobre gel en categoria femenina en la modalitat de persecució per equips que formà part del programa oficial dels Jocs.
La prova es disputà entre els dies 26 i 27 de febrer de 2010 a les instal·lacions del Richmond Olympic Oval de la ciutat de Vancouver.

## Resum de medalles
| Or                                                                                    | Argent                                        | Bronze                                                           |
| AlemanyaDaniela Anschütz · Stephanie Beckert · Anni Friesinger* · Katrin Mattscherodt | JapóMasako Hozumi · Nao Kodaira · Maki Tabata | PolòniaKatarzyna Bachleda · Katarzyna Woźniak · Luiza Złotkowska |

* Les patinadores marcades amb un asterisc no participaren en la final, però foren guardonades igualment amb medalles.

## Resultats

### Quarts de final
| Pos.              | CON           | Nom                                                             | Temps   | Dif.  | Notes       |
| ----------------- | ------------- | --------------------------------------------------------------- | ------- | ----- | ----------- |
| Quarts de final 1 |               |                                                                 |         |       |             |
| 1                 | Japó          | Masako Hozumi Nao Kodaira Maki Tabata                           | 3:02.89 |       | Semifinal 1 |
| 2                 | Corea del Sud | Lee Ju-Youn Noh Seon-Yeong Park Do-Yeong                        | 3:07.45 | +4.56 | Final D     |
| Quarts de final 2 |               |                                                                 |         |       |             |
| 1                 | Polònia       | Katarzyna Bachleda-Curuś Katarzyna Woźniak Luiza Złotkowska     | 3:02.90 |       | Semifinal 1 |
| 2                 | Rússia        | Galina Likhachova Yekaterina Lobysheva Yekaterina Shikhova      | 3:04.86 | +1.96 | Final D     |
| Quarts de final 3 |               |                                                                 |         |       |             |
| 1                 | Alemanya      | Daniela Anschütz-Thoms Stephanie Beckert Anni Friesinger-Postma | 3:01.95 |       | Semifinal 2 |
| 2                 | Països Baixos | Renate Groenewold Diane Valkenburg Ireen Wüst                   | 3:03.38 | +1.43 | Final C     |
| Quarts de final 4 |               |                                                                 |         |       |             |
| 1                 | Estats Units  | Jennifer Rodriguez Jilleanne Rookard Nancy Swider-Peltz, Jr     | 3:02.19 |       | Semifinal 2 |
| 2                 | Canadà        | Kristina Groves Christine Nesbitt Brittany Schussler            | 3:02.24 | +0.05 | Final C     |

### Semifinals
| Pos.        | CON          | Nom                                                             | Temps   | Dif.  | Notes   |
| ----------- | ------------ | --------------------------------------------------------------- | ------- | ----- | ------- |
| Semifinal 1 |              |                                                                 |         |       |         |
| 1           | Japó         | Masako Hozumi Nao Kodaira Maki Tabata                           | 3:02.73 |       | Final A |
| 2           | Polònia      | Katarzyna Bachleda-Curuś Katarzyna Woźniak Luiza Złotkowska     | 3:02.92 | +0.19 | Final B |
| Semifinal 2 |              |                                                                 |         |       |         |
| 1           | Alemanya     | Daniela Anschütz-Thoms Stephanie Beckert Anni Friesinger-Postma | 3:03.55 |       | Final A |
| 2           | Estats Units | Jennifer Rodriguez Jilleanne Rookard Nancy Swider-Peltz, Jr     | 3:03.78 | +0.23 | Final B |

### Finals
| Pos.    | CON           | Nom                                                          | Temps   | Dif.  | Notes |
| ------- | ------------- | ------------------------------------------------------------ | ------- | ----- | ----- |
| Final A |               |                                                              |         |       |       |
| 1       | Alemanya      | Daniela Anschütz-Thoms Stephanie Beckert Katrin Mattscherodt | 3:02.82 |       |       |
| 2       | Japó          | Masako Hozumi Nao Kodaira Maki Tabata                        | 3:02.84 | +0.02 |       |
| Final B |               |                                                              |         |       |       |
| 3       | Polònia       | Katarzyna Bachleda-Curuś Katarzyna Woźniak Luiza Złotkowska  | 3:03.73 |       |       |
| 4       | Estats Units  | Catherine Raney-Norman Jennifer Rodriguez Jilleanne Rookard  | 3:05.30 | +1.57 |       |
| Final C |               |                                                              |         |       |       |
| 5       | Canadà        | Kristina Groves Christine Nesbitt Brittany Schussler         | 3:01.41 |       |       |
| 6       | Països Baixos | Diane Valkenburg Jorien Voorhuis Ireen Wüst                  | 3:02.04 | +0.63 |       |
| Final D |               |                                                              |         |       |       |
| 7       | Rússia        | Yekaterina Lobysheva Alla Shabanova Yekaterina Shikhova      | 3:06.47 |       |       |
| 8       | Corea del Sud | Lee Ju-Youn Noh Seon-Young Park Do-Yeong                     | 3:06.96 | +0.49 |       |